# Rusk (condado de Burnett, Wisconsin)
Rusk es un pueblo ubicado en el condado de Burnett en el estado estadounidense de Wisconsin. En el Censo de 2010 tenía una población de 409 habitantes y una densidad poblacional de 4,55 personas por km².

## Geografía
Rusk se encuentra ubicado en las coordenadas 45°51′18″N 92°6′14″O / 45.85500, -92.10389. Según la Oficina del Censo de los Estados Unidos, Rusk tiene una superficie total de 89.89 km², de la cual 84.47 km² corresponden a tierra firme y (6.03%) 5.42 km² es agua.

## Demografía
Según el censo de 2010, había 409 personas residiendo en Rusk. La densidad de población era de 4,55 hab./km². De los 409 habitantes, Rusk estaba compuesto por el 84.35% blancos, el 0.73% eran afroamericanos, el 10.51% eran amerindios, el 0% eran asiáticos, el 0% eran isleños del Pacífico, el 0% eran de otras razas y el 4.4% pertenecían a dos o más razas. Del total de la población el 1.22% eran hispanos o latinos de cualquier raza.